# Offpage faktory
Offpage faktory je termín používaný v optimalizaci pro vyhledávače. Jako offpage faktory (off-page) webové stránky označujeme vnější vlivy působící na danou stránku. Mezi známé off-page faktory patří tzv. zpětné odkazy (hypertextové odkazy mířící z jiných stránek), jejich množství a síla, texty těchto odkazů, případně text odkazující stránky, respektive relevance dané stránky (případně webu) vůči odkazované stránce. 
Síla jednotlivých zpětných odkazů může být daná rankem odkazující stránky, počtem odkazů na této stránce, stářím odkazu, umístění na stránce, důvěryhodností stránky, důvěryhodností domény, použitím rel="nofollow", typem odkazu (html, JavaScript atp.), různorodostí odkazujících stránek, penalizací stránky atd.
Mezi off-page faktory se obvykle řadí také odkazy směřující z jiných stránek domény, do které patří odkazovaná stránka.
Kromě off-page faktorů vyhledávače používají i on-page faktory jako kritéria pro řazení stránek ve výsledcích vyhledávání. Jejich přesné použití ve vyhledávacím algoritmu není známo, protože jej vyhledávače obvykle nepublikují.